# Bloomer (condado de Chippewa, Wisconsin)
Bloomer es un pueblo ubicado en el condado de Chippewa en el estado estadounidense de Wisconsin. En el Censo de 2010 tenía una población de 1050 habitantes y una densidad poblacional de 8,48 personas por km².

## Geografía
Bloomer se encuentra ubicado en las coordenadas 45°9′56″N 91°27′29″O / 45.16556, -91.45806. Según la Oficina del Censo de los Estados Unidos, Bloomer tiene una superficie total de 123.81 km², de la cual 121.87 km² corresponden a tierra firme y (1.57%) 1.95 km² es agua.

## Demografía
Según el censo de 2010, había 1050 personas residiendo en Bloomer. La densidad de población era de 8,48 hab./km². De los 1050 habitantes, Bloomer estaba compuesto por el 97.52% blancos, el 0.67% eran afroamericanos, el 0.29% eran amerindios, el 0.38% eran asiáticos, el 0% eran isleños del Pacífico, el 0.19% eran de otras razas y el 0.95% pertenecían a dos o más razas. Del total de la población el 1.71% eran hispanos o latinos de cualquier raza.